# Nationale Sluitingsprijs 2014
Il Nationale Sluitingsprijs 2014, ottantunesima edizione della corsa, valido come evento dell'UCI Europe Tour 2014 categoria 1.1, si svolse il 14 ottobre 2014 per un percorso di 179,1 km, con partenza ed arrivo a Kapellen, in Belgio. Fu vinto dal belga Jens Debusschere, al traguardo in 3h56'11" alla media di 45,47 km/h, precedendo i connazionali Tom Van Asbroeck e Jonas Van Genechten, piazzatosi terzo.
Dei 155 ciclisti iscritti furono in 150 a partire e in 106 a completare la gara.

## Squadre partecipanti
| N.      | Cod. | Squadra                     |
| ------- | ---- | --------------------------- |
| 1-8     | LTS  | Lotto-Belisol               |
| 11-18   | OPQ  | Omega Pharma-Quick Step     |
| 21-28   | GIA  | Team Giant-Shimano          |
| 31-38   | TSV  | Topsport Vlaanderen-Baloise |
| 41-48   | WGG  | Wanty-Groupe Gobert         |
| 51-58   | CIB  | Cibel                       |
| 61-68   | CCB  | Color Code-Biowanze         |
| 71-78   | RIJ  | Cyclingteam De Rijke        |
| 81-87   | CJP  | Cyclingteam Jo Piels        |
| 91-98   | JTW  | Josan-ToWin Cycling Team    |
| 101-108 | KOG  | Koga Cycling Team           |

| N.      | Cod. | Squadra                          |
| ------- | ---- | -------------------------------- |
| 111-117 | MET  | Metec-TKH Continental Cyclingt.  |
| 121-128 | PVC  | Parkhotel Valkenburg Continental |
| 131-138 | RDT  | Rabobank Development Team        |
| 141-148 | PCW  | T.Palm-Pôle Continental Wallon   |
| 151-157 | CCD  | Differdange-Losch                |
| 161-168 | SGT  | Team Stuttgart                   |
| 171-178 | MMM  | Team 3M                          |
| 181-188 | VGS  | Vastgoedservice-Golden Palace    |
| 191-198 | VER  | Veranclassic-Doltcini            |
| 202-207 | WIL  | Vérandas Willems                 |
| 211-218 | WBC  | Wallonie-Bruxelles               |

## Ordine d'arrivo (Top 10)
| Pos. | Corridore           | Squadra       | Tempo    |
| ---- | ------------------- | ------------- | -------- |
| 1    | Jens Debusschere    | Lotto-Belisol | 3h56'11" |
| 2    | Tom Van Asbroeck    | Topsport Vl.  | s.t.     |
| 3    | Jonas Van Genechten | Lotto-Belisol | s.t.     |
| 4    | Joeri Stallaert     | Veranclassic  | s.t.     |
| 5    | Maarten van Trijp   | Rabobank Dev. | s.t.     |
| 6    | Bert De Backer      | Giant-Shimano | s.t.     |
| 7    | Roy Jans            | Wanty-Gobert  | s.t.     |
| 8    | Remco te Brake      | Metec-TKH     | s.t.     |
| 9    | Tim Vanspeybroeck   | Team 3M       | s.t.     |
| 10   | Andrew Ydens        | T.Palm-Pôle   | s.t.     |